# Ricche e famose
Ricche e famose (Rich and Famous) è un film del 1981 diretto da George Cukor, con protagoniste Jacqueline Bisset e Candice Bergen, remake del film del 1943 L'amica, con Bette Davis e Miriam Hopkins.
La pellicola è l'ultimo film di Cukor, scomparso nel 1983, e segna l'esordio cinematografico di Meg Ryan. Il film vede la partecipazione di molti personaggi della letteratura e del cinema, come Nina Foch, Christopher Isherwood, Ray Bradbury, Paul Morrissey e Roger Vadim.

## Trama
Storia di un lungo sodalizio (dal 1969 al 1981, con un prologo nel '59) tra Liz Hamilton e Merry Noel Blake, amiche-nemiche, entrambe scrittrici. Dopo liti e ripicche, trionfi professionali e sconfitte sentimentali, si ritrovano davanti a un caminetto a leccarsi le ferite e brindare all'anno nuovo e all'amicizia.

## Accoglienza

### Critica
(L'Unità, 20 marzo 1982)

## Riconoscimenti
- 1982 - Writers Guild of America Award
  - Miglior sceneggiatura non originale (Gerald Ayres)